# Volume Boot Record

Meitat dreta de la imatge: representació esquemàtica d'un registre d'arrencada de volum (particionament segons les especificacions MBR. A l'esquerra un registre d'arrencada mestre).

Un registre d'arrencada de volum (VBR) (també conegut com a sector d'arrencada de volum, registre d'arrencada de partició o sector d'arrencada de partició) és un tipus de sector d'arrencada introduït per l'ordinador personal IBM. Es pot trobar en un dispositiu d'emmagatzematge de dades particionat, com un disc dur, o un dispositiu sense particions, com un disquet, i conté codi màquina per a programes d'arrencada (normalment, però no necessàriament, sistemes operatius) emmagatzemats en altres parts de El dispositiu. En dispositius d'emmagatzematge no particionats, és el primer sector del dispositiu. En dispositius particionats, és el primer sector d'una partició individual del dispositiu, sent el primer sector de tot el dispositiu un registre d'arrencada mestre (MBR) que conté la taula de particions.
El codi dels registres d'arrencada de volum s'invoca directament pel microprogramari de la màquina o indirectament mitjançant el codi del registre d'arrencada mestre o un gestor d'arrencada. El codi a l'MBR i al VBR es carrega en essència de la mateixa manera.
Invocar un VBR mitjançant un gestor d'arrencada es coneix com a càrrega en cadena. Alguns sistemes d'arrencada dual, com NTLDR (el carregador d'arrencada per a totes les versions dels sistemes operatius derivats de Windows NT de Microsoft fins i tot Windows XP i Windows Server 2003), prenen còpies del codi d'arrencada que els sistemes operatius individuals instal·len en un únic VBR de la partició i emmagatzemar-los en fitxers de disc, carregant el contingut VBR rellevant del fitxer després que el carregador d'arrencada hagi preguntat a l'usuari quin sistema operatiu ha d'arrencar. A Windows Vista, Windows Server 2008 i versions més noves, NTLDR es va substituir; la funcionalitat del carregador d'arrencada la proporcionen dos components nous: WINLOAD. EXE i el Gestor d'arrencada de Windows.
En sistemes de fitxers com FAT12 (excepte en DOS 1.x), FAT16, FAT32, HPFS i NTFS, el VBR també conté un bloc de paràmetres de la BIOS (BPB) que especifica la ubicació i la disposició de les principals estructures de dades del disc per a el sistema de fitxers. (A l'article FAT es pot trobar una discussió detallada de la disposició del sector dels VBR FAT, les diferents versions de FAT BPB i les seves entrades).

## Detalls tècnics

### Signatura
La presència d'un carregador d'arrencada compatible amb IBM PC per a CPU x86 al sector d'arrencada s'indica per convenció mitjançant una seqüència hexadecimal de dos bytes anomenada signatura del sector d'arrencada (55h a desplaçament fix +1FEh iAAh a+1FFh) per a mides de sector de 512 bytes o més. Per als sectors de 512 bytes, la signatura del sector d'arrencada també marca el final del sector. Els VBR en sectors més petits i més grans també poden mostrar signatures al final de la mida real del sector, però, la semàntica descrita aquí s'aplica a la signatura de 16 bits a +1FEh.

### Invocació
El codi d'arrencada del VBR pot suposar que la BIOS ha configurat les seves estructures de dades i ha interromput i inicialitzat el maquinari. El codi no hauria d'assumir més de 32 KB de memòria per a un funcionament segur; si necessita més memòria, hauria de consultar INT 12h, ja que un altre codi de pre-arrencada (com ara fe Les superposicions d'extensió de la BIOS, els sistemes de xifratge o els carregadors d'arrencada remots també poden estar presents en altres llocs de la memòria (i normalment s'amagarien del sector d'arrencada reduint la memòria INT 12h informada en conseqüència, de manera que no es sobreescriuen pels MBR i accions de VBR). L'especificació d'arrencada de la BIOS permet 64 KB de memòria i ho recomana explícitament0000h:7C00h a0000h:FFFFh com a bloc de notes temporal.